# Kurzschwanz-Rattenigel
Der Kurzschwanz-Rattenigel (Hylomys suillus) ist eine Art der Kleinen Rattenigel innerhalb der Igel (Erinaceidae), die auf der indonesischen Insel Java heimisch ist. Die Tiere leben vor allem in feuchten Bergwäldern und ernähren sich von Insekten und anderen wirbellosen Tieren. Eine Gefährdung der Art besteht nicht, man nimmt stattdessen an, dass sie sehr anpassungsfähig gegenüber Veränderungen des Lebensraumes ist.

## Merkmale
Der Kurzschwanz-Rattenigel entspricht äußerlich den anderen Vertretern der Gattung und weist so ein spitzmausartiges Erscheinungsbild auf. Er erreicht eine durchschnittliche Kopf-Rumpf-Länge von 12,9 Zentimetern und eine durchschnittliche Schwanzlänge von etwa 1,9 Zentimetern. Der Schädel ist 32,2 bis 37,9 mm lang. Am Hirnschädel wird er 13,8 bis 15,6 mm breit und 8,8 bis 9,8 mm hoch. Das Rostrum erstreckt sich über eine Länge von 14,5 bis 18,1 mm und wirkt insgesamt schmal.
Zudem tritt ein gut entwickelter Processus supraorbitalis auf. Die Unterkieferlänge beträgt 22,4 bis 26,8 mm. Das Körpergewicht variiert zwischen 40 und 64 g. Die Tiere sind auf dem Rücken und an den Seiten bräunlich gefärbt. Die Bauchfärbung ändert sich mit den Jahreszeiten und ist von Mai bis November braungrau und von Dezember bis April dunkelgrau. Der Schwanz ist zweifarbig.
| 3 | · | 1 | · | 4 | · | 3 | = 44 |
| 3 | · | 1 | · | 4 | · | 3 | = 44 |

Wie bei allen Kleinen Rattenigeln besteht das Gebiss aus der vollständigen Zahnanzahl der Höheren Säugetiere und besteht dementsprechend oberseits und unterseits aus jeweils drei Schneide-, einem Eck-, vier Vormahl- und drei Mahlzähnen pro Kieferhälfte, insgesamt also 44 Zähnen.

## Lebensraum
Der Kurzschwanz-Rattenigel ist ein Endemit der indonesischen Insel Java und kommt dort von Meeresspiegelhöhe bis in Höhen von 2200 Metern vor. Es gibt jedoch auch Berichte, dass die Art nur in den Bergwäldern an den Hängen einiger isolierter Vulkane vorkommt. Das könnte jedoch auch darauf zurückzuführen sein, dass die meisten Tieflandregenwälder auf Java abgeholzt wurden. Die bisher gesammelten Exemplare wurden in Wäldern, am Waldrand und in einem Haus gefangen. In Westjava, in der Nähe des Dorfes Cibodas, wurde der Lebensraum des Kurzschwanz-Rattenigels genauer untersucht. Er teilt sich seinen Lebensraum dort mit den Weißzahnspitzmäusen Crocidura brunnea, C. monticola und C. orientalis, der Bartels-Rajah-Ratte (Maxomys bartelsii), der Sunda-Weißbauchratte (Niviventer cremoriventer), der Reisfeldratte (Rattus argentiventer), der Pazifischen Ratte (R. exulans), der Asiatischen Hausratte (R. tanezumi) und dem Java-Sonnendachs (Melogale orientalis).

## Systematik
Hylomys suillus wird als eigenständige Art den Kleinen Rattenigeln (Hylomys) innerhalb der Igel (Erinaceidae) zugeordnet. Insgesamt wurden sieben Unterarten anerkannt, neben der Nominatform H. s. suillus sind dies H. s. maxi, H. s. dorsalis, H. s. siamensis, H. s. peguensis, H. s. microtinus und H. s. tionis. Im Jahr 2023 wurde jedoch eine sowohl auf genetischen als auch morphologischen Merkmalen basierende Revision der Gattung Hylomys veröffentlicht, in der Hylomys dorsalis, Hylomys maxi und Hylomys peguensis als eigenständige Arten anerkannt wurden. Außerdem wurden zwei weitere Arten (Hylomys macarong und Hylomys vorax) neu beschrieben, deren Populationen vorher Hylomys suillus zugeordnet wurden. Die Gattung Hylomys umfasst damit sieben Vertreter, wobei Hylomys suillus auf Java beschränkt ist.
Die wissenschaftliche Erstbeschreibung von Hylomys suillus erstellte der deutsche Naturforscher Salomon Müller im Jahr 1840. Als Verbreitungsgebiet gab er Java und Sumatra an. Dies wurde 1933 durch den niederländischen Biologen Henri Jacob Victor Sody auf Java beschränkt.

## Gefährdung und Schutz
Die Art wird von der International Union for Conservation of Nature and Natural Resources (IUCN) als nicht gefährdet (least concern) gelistet. Es handelt sich um eine weit verbreitete und in Teilen ihres Areals häufige Art, ernsthafte Bedrohungen für den Bestand sind nicht bekannt. Die IUCN hat die oben erwähnte Revision allerdings noch nicht verarbeitet und beschränkt Hylomys suillus nicht auf die javanische Population der Kleinen Rattenigel.

## Belege
1. 1 2 3 4 5 6  
Arlo Hinckley, Miguel Camacho-Sanchez, Marcus A H Chua, Manuel Ruedi, Darrin Lunde, Jesús E Maldonado, Hasmahzaiti Omar, Jennifer A Leonard, Melissa T R Hawkins: An integrative taxonomic revision of lesser gymnures (Eulipotyphla: Hylomys) reveals five new species and emerging patterns of local endemism in Tropical East Asia. Zoological Journal of the Linnean Society, zlad177, doi: 10.1093/zoolinnean/zlad177
2. 1 2  
Russell A. Mittermeier & Don E. Wilson, 2018, Erinaceidae, S. 288–330 in Handbook of the Mammals of the World – Volume 8 Insectivores, Sloths and Colugos, Barcelona :Lynx Edicions, S. 328, DOI: 10.5281/zenodo.6639332
3. ↑  
S. Müller (1839–1840): Over de Zoogdieren van den Indischen Archipel. in C. J. Temminck (Hrsg.): Verhandelingen over de Natuurlijke Geschiedenis der Nederlandsche overzeesche bezittingen, door de Leden der Natuurkundige Commissie in Indiö en andere Schrijvers. S. & J. Leuchtmans & C. C. van de Hoeck, Leiden 1839–1844.
4. ↑  
Hylomys suillus in der Roten Liste gefährdeter Arten der IUCN 2012.2. Eingestellt von: F. Chiozza, 2008. Abgerufen am 3. Januar 2013.